# Buttes Chaumont metróállomás
A Buttes Chaumont egy metróállomás Franciaországban, Párizsban a párizsi metró 7bis metróvonalán. Tulajdonosa és üzemeltetője a RATP.

## Metróvonalak
Az állomást az alábbi metróvonalak érintik:
- 7bis metróvonal

## Kapcsolódó állomások
A metróállomáshoz az alábbi állomások vannak a legközelebb:
- Botzaris (Pré-Saint-Gervais, 7bis metróvonal)
- Bolivar (Louis Blanc, 7bis metróvonal)